# アメリカ軍によるドミニカ共和国占領 (1965年-1966年)
アメリカ軍によるドミニカ共和国占領 （アメリカぐんによるドミニカきょうわこくせんりょう、西: Ocupación estadounidense de la República Dominicana (1965-1966)）は、ドミニカ内戦中の1965年4月28日に、ドミニカ共和国首都のサントドミンゴにアメリカ海兵隊が入ることで始まった。翌日からアメリカ陸軍の第82空挺師団の大半やその上位にある第18空挺軍団が合流した。「パワーパック作戦」と呼ばれた。
1966年9月、アメリカ軍として最後まで残っていた第82空挺師団の第1旅団がドミニカ共和国から撤退し、占領は終わった。

なお、アメリカ軍によるドミニカ共和国占領は1916年に続いて2回目のことだった。この時は1924年までの長期だった。

## 背景
ドミニカで長く独裁を続けたラファエル・トルヒーヨが1961年に暗殺され、政治的に不安定な期間が続いた後、1962年12月に反トルヒーヨを掲げるドミニカ革命党の設立者フアン・ボッシュが大統領に当選し、1963年2月に就任して、新憲法を施行した。
カトリック教会の聖職者は、新しい憲法の特に離婚を合法化した規定の世俗主義的性格に不満だった。聖職者達は、軍指導部や経済界のエリート達と共にこの共和国における共産主義者の影響力を恐れており、もう一つのキューバになる可能性を警告していた。この心配や政権に対する反対が1963年9月25日の軍事クーデターに繋がった。
このクーデターで事実上1962年の大統領選挙を否定し、「トリウンビラーテ」と呼ばれる文民臨時政府を樹立し、トルヒーヨ支持者の残党が支配した。トリウンビラーテ当初の首長はドナルド・レイド・カブラルだった。新しい指導者は憲法を廃止し、それが存在しなかったことを宣言した。トリウンビラーテ政権は軍内外の保守派と競合できる権限を樹立することはできなかった。その正当性についても大衆の大半を説得できなかった。その後の2年間はストライキや暴動が続いた。
一方、エリアス・ウェッシン将軍は、約2,000名の高度に訓練された歩兵のエリート部隊である武装軍訓練センターを統括していた。サンイシドロ空軍基地に駐屯しており、正規陸軍部隊とは異なっていた。戦車、無反動ライフル銃と大砲を装備し、独自の攻撃機も持っていた。擬似的に独立した組織であり、元の独裁者の息子ラムフィス・トルヒーヨが設立し、政府を防御し、国軍や海軍、空軍を監視することが意図されていた。ウェッシンは、「共産主義の原理、マルクス・レーニン主義者、カストロ主義者その他何であれ、今は違法である」と述べていた。
臨時政府の首長になったドナルド・レイド・カブラルは、軍の高級士官の特権を削ろうとしたこともあったので、その大半に不人気だった。カブラルは1965年春に政権を転覆させようとした士官の幾らかあるいは全てを疑っていた。レイド・カブラルとその政府に対する不満が広がり、ボッシュに対する忠誠心が続いていたこともあって、内戦に繋がっていった。クーデターを未然に防ぐために、1965年4月24日、レイド・カブラルはその陸軍参謀総長マルコス・リベラを派遣して陰謀に加担した4人の士官を解任しようとした。この4人は素直に従わなかったばかりか、サントドミンゴ北西の軍隊宿営地を掌握し、参謀総長を捕虜にした。

### 内乱
即座にドミニカ革命党と6月14日革命党が、大勢の武装させた市民を通りに配置したので、「コマンド」と呼ばれる荒々しい武装部隊を作ることになった。10代の武装が整った部隊（ロス・ティグレス）がサントドミンゴ市内に集まり、警官を射撃した。ドミニカ人民運動が火炎瓶を群衆に配り、反乱軍はデュアルテ橋で防御陣地を築いた。
立憲派と呼ばれるボッシュ支持反乱者は、憲法で選ばれた大統領を再度就任させることを目指しており、通りを占領し、素早く首都にある国家宮殿や国営ラジオとテレビ局を占領し、ボッシュの復任を要求した。フランシスコ・カーマニョ大佐とマヌエル・ラモン・モンテス・アラシェ大佐が立憲派の指導者だった。レイド・カブラルが大統領宮殿でフランシスコ・カーマニョの指揮する反乱部隊に捕まえられた。武装軍将軍のウェッシンがレイド・カブラルの後任に収まり、事実上の国家元首になった。
このときボッシュはプエルトリコに亡命しており、党の指導者ホセ・ラファエル・モリナ・ウレーニャを説得し、ボッシュがドミニカ共和国に帰れるまでの暫定大統領になることを認めさせた。レイド・カブラルに忠実で、立憲派に反対していた軍部はロイヤリストと自称した。
その後の数日で、立憲派は国内治安維持機関や武装軍訓練センターの右派部隊と衝突した。4月26日までに武装市民の数が当初の反乱正規兵の数を上回るようになっていた。反乱軍の支配下に入っていたラジオ・サントドミンゴはさらなる暴力行為と警官の皆殺しを呼びかけていた。
両軍は武装を厚くしており、市民は十字砲火を浴びせられた。アメリカ合衆国のワシントンD.C.では即座にアメリカ市民や、ドミニカ共和国からの脱出を望む外国籍市民の避難の手配を始めた。6月14日革命党など共産主義者すなわちカストロ主義者の関与の程度が検討されていた。
立憲派暫定大統領モリナ・ウレーニャとカーマニョ大佐は、アメリカ合衆国大使に、ドミニカ空軍が立憲派の占領した地域を攻撃させないようにする仲裁を求めた。アメリカ合衆国大使はこれを拒否した。この拒否に当惑しきったモリナ・ウレーニャはその暫定大統領の地位をカーマニョ大佐に譲った。サンイシドロではロイヤリストの将軍たちが空軍大佐ペドロ・バルトロメ・ベノイトを、新しいロイヤリスト政府の首長に選定した。
4月28日、ドミニカ空軍がサントドミンゴの反乱軍陣地、および警察署を占領して即座に警官を処刑していた武装反乱市民に対する空爆を開始した。この内乱の開始時点で3万人いたドミニカの兵士、空軍兵、および警官の中で、ウェッシン将軍は2,400人に満たない兵士と僅か200人の国家警察を支配下においているだけだった。
当初、アメリカ軍の動きは、サントドミンゴ市から市民を避難させるアメリカ海兵隊の動きに限られていた。サントドミンゴ西郊外地にあるエンバハダー・ホテルに上陸地帯が確保されていた。
ロイヤリストはサントドミンゴの再確保に失敗し、武装軍訓練センターの部隊はオザマ川東岸のサンイシドロにある基地に撤退した。ウェッシン将軍と、退任させられた政府の首班レイド・カブラル（「アメリカ人」とも呼ばれた）の双方がアメリカの介入を要請した。

## 占領

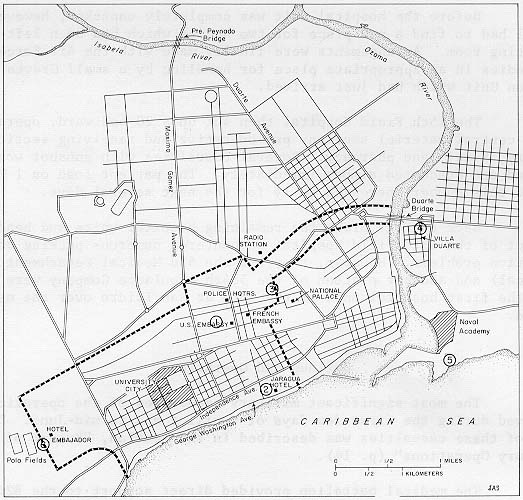
サントドミンゴ占領中のアメリカ軍および全米平和軍の本部および医療サービス本部:
1. アメリカ軍本部;
2. 全米平和軍本部;
3. 第307医療大隊D中隊、マリア・オーヒリアドラ大学;
4. C中隊、治療後送所;
5. 第15野戦病院;
6. C中隊、キャンプ・ランドール

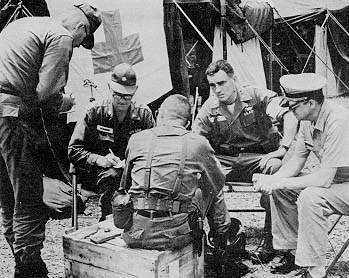
5月初旬にサントドミンゴ近くで協議する医療部隊士官、正面右が海兵隊第15野戦病院指揮官ウィリアム・L・リチャードソン中佐、左が第82空挺師団軍医クィットマン・W・ジョーンズ少佐

ドミニカ共和国に到着した全米平和軍ホンジュラス兵

アメリカ合衆国大統領リンドン・B・ジョンソンはロイヤリストの敗北を確信し、アメリカの玄関前に「第2のキューバ」 ができることを恐れ、アメリカ軍の秩序の回復を命じた。ドミニカ共和国に軍事介入を行うことはジョンソンの個人的判断だった。文民顧問の全てが、ロイヤリストが内戦を終わらせられることを期待して、即座の介入には反対していた。
ジョンソンは、ドミニカの軍事指導者の効率の無さと決断力の無さを指摘したサントドミンゴに居る大使、W・タプリー・ベネットの助言を容れた。ベネットは反乱軍と暫定政府の間にアメリカが介入することで、内戦を終わらせる効果があると助言していた。この時アメリカ合衆国は米州機構に敵対する勢力間の政治的解決を交渉するよう求めることができた。
アメリカ陸軍参謀総長ウィーラーはパーマー将軍に「公表できない貴方の任務は、ドミニカ共和国が共産主義者の手に落ちるのを防ぐことだ」と伝えた。名目上は外国人の命を守るとしていたが、外国人はまだ誰も殺されも負傷してもいなかった。41隻の艦艇からなる艦隊が島の封鎖に派遣され、4月29日、アメリカ海兵隊とアメリカ陸軍第82空挺師団の部隊によって侵略が開始された。また第7特殊任務部隊群E中隊の約75名も参加した。最終的には42,000名の兵士と海兵がドミニカ共和国に派遣された。
立憲派軍が侵攻に抵抗した。4月29日午後半ばまでにローマ教皇大使の提案する休戦が交渉されていた。
.
5月5日、サントドミンゴ法にベノイト大佐（ロイヤリスト）、カーマニョ大佐（立憲派）および米州機構特別委員会が署名した。この法は全体の休戦、国際安全保障地帯の認知、救援機関を支援する合意、外交使節団の不可侵を規定していた。この法は後の交渉の枠組みを決めたが、戦闘全てを止められなかった。立憲派の狙撃手がアメリカ軍に対する狙撃を続けたが、ドミニカ両派の間の戦闘は暫く中断された。
立憲派は軍事的な勝利を得られなかったので、直ぐに立憲派議会を開き、大統領にカーマニョを選出した。アメリカ合衆国当局はインベルト将軍を後押しすることで応じた。5月7日、インベルトは全国再建政府の大統領に就任した。ワシントンD.C.と米州機構が描いていた安定化方策の次のステップは、カーマニョ大統領とインベルト大統領の間で、暫定政府を構築し早期に選挙を行う合意を形成することだった。しかし、カーマニョは、ウェッシンを含むロイヤリストの士官たち数人がこの国を立ち去るまで、インベルトに会うことを拒否した。
5月13日、インベルト将軍が一掃作戦を開始し、その部隊はシウダード・ヌエバ郊外の反乱軍拠点を排除し、ラジオ・サントドミンゴの放送を停止させることに成功した。一掃作戦は5月21日に終わった。

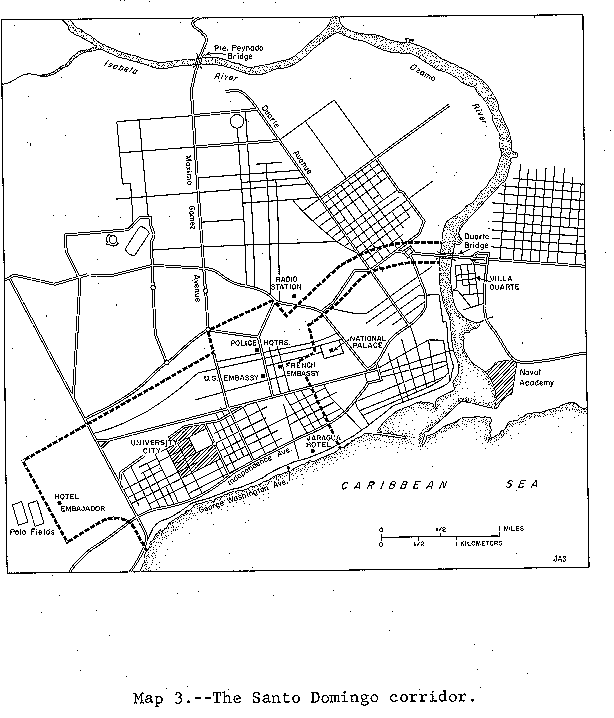
安全回廊

5月14日までに、サンイシドロ空軍基地とデュアルテ橋を繋ぎ、エンバハダー・ホテルとサントドミンゴ市中心部のアメリカ大使館を繋いだ「安全回廊」を確立したアメリカ軍は、実質的にサントドミンゴ市内の立憲派地域を封鎖した。道路が封鎖され、パトロールが継続して行われた。各国から来ていた約6,500人が安全に避難した。さらにドミニカ国民のためにアメリカ軍が大量の救援物資を空輸した。
5月半ばまでに、米州機構は「推進作戦」の実行を票決し、アメリカ軍を削減し、平和維持を目的とした米州平和軍によるその代替を行うこととした。米州平和軍は5月23日に正式に発足した。ブラジルからは兵士1,130名、ホンジュラスから同250名、パラグアイから同184名、ニカラグアから同160名、コスタリカから憲兵21名、エルサルバドルから参謀3名が派遣された。最初に到着した部隊はホンジュラスからのライフル中隊であり、間もなくコスタリカ、エルサルバドル、ニカラグアからの部隊が続いた。ブラジルが最大の部隊である強化歩兵大隊を派遣した。ブラジルのユーゴ・アルビム将軍が米州機構地上部隊の指揮を執り、5月26日にはアメリカ軍が撤退を始めた。

### 休戦
戦闘は8月31日まで続いたが、この日に休戦が宣言された。警察と平和維持活動はブラジル軍に引き渡されたので、アメリカ軍の大半はそれから間もなく引き上げたが、その作戦本部と第82空挺師団第1旅団は残り、1966年8月まで駐屯していた。この旅団の1個大隊が引き上げたのは1966年9月だった。
特にサンティアゴ・デ・ロス・カバリェロスにあるホテル・マトゥムへの攻撃など、打ち続く不穏と攻撃に直面していたカーマニョは、アメリカ合衆国政府に突き付けられた調停案に合意した。ドミニカ暫定大統領ガルシア・ゴドイがカーマニョ大佐をイギリスへのドミニカ大使付武官として派遣した。
1966年、元大統領ホアキン・バラゲールが、大統領選挙でフアン・ボッシュを破って当選した。これにはジョンソン政権からの公然の支援があった。ボッシュが権力に返り咲くことは無かった。バラゲールは当初から抑圧的だが高度に政治的に巧みな統治を行って、比較的安定した時代となり、その政権は22年間続くことになった。

## 被害

### 軍人
- アメリカ兵は44名が死亡し、その内27名が戦死した。負傷者は172名だった[6]
- 米州平和軍ではブラジル兵6名とパラグアイ兵5名が戦闘で負傷した[6]